# Elecciones generales de Cuba de 1912
Las cuartas elecciones generales de Cuba se llevaron a cabo el 1 de noviembre de 1912. Mario García Menocal, del Partido Conservador, se convirtió en el tercer presidente de Cuba (tras haber sido derrotado en las anteriores elecciones por José Miguel Gómez, el presidente saliente. Sin embargo, los liberales, en una coalición con el Partido Nacional Conservador llamada "Conjunción Patriótica", dominaron el legislativo, obteniendo 11 de los 13 escaños del Senado, y 26 de los 50 escaños de la Cámara de Representantes. De los 26 escaños, 18 eran del Partido Nacional Conservador, y 8 de los Liberales.